# Młyn „Kozie” w Wolborzu
Młyn „Kozie” w Wolborzu (także: Młyn „Kozia”, Młyn „Wójtostwo” lub Młyn Wójtowski) – młyn wodno-elektryczny nad Moszczanką wybudowany na początku XX w. Znajduje się w Wolborzu, w powiecie piotrkowskim, w województwie łódzkim.

## Historia miejsca
Młyny wodne w tej lokalizacji istniały od niepamiętnych czasów. Według legendy ich właścicielem miał być Andrzej Frycz Modrzewski w okresie, gdy był wójtem Wolborza.

## Obecny młyn
Obecnie istniejący młyn został wybudowany prawdopodobnie na początku XX w. jako budynek drewniany na murowanym fundamencie, jednopiętrowy, z dachem dwuspadowym krytym papą. W 1924 r. był zasilany turbiną wodną oraz wyposażony w 2 pary walców, śrutownik, drewniane podgródki oraz spiętrzenie w postaci stawu młyńskiego. W 1946 r. został zelektryfikowany. W okresie PRL stanowił własność prywatną. W 1971 r. był czynny, a jego stan zachowania określono jako dobry. W 2024 r. jest nieczynny i niezagospodarowany.